# Kristian Tettli Rennemo
Kristian Tettli Rennemo, né le 1er novembre 1984 est un fondeur norvégien licencié au Leksvik IL

## Carrière
Il a débuté en Coupe du monde en 2009 et a obtenu sa première victoire lors d'un relais en 2010.

## Palmarès

### Coupe du monde
- Meilleur classement général : 64e en 2012.
- 1 victoire en relais en 2009-2010 avec Roger Aa Djupvik, Simen Østensen, Sjur Røthe.
- Meilleur résultat individuel : 5e (lors d'une étape du Tour de ski 2011-2012).